# Бряг (квартал)
Бряг е квартал на град Търговище, разположен на север от града, между Промишлената зона на града и село Съединение. Населението му е около 1000 души. В близост е разположена вилна зона „Аврамови лозя“. В квартала се намира „Комплекс за психично-здравни грижи в общността“. Районен кмет е Екатерина Кумпелова.
На 30 август 2008 година е осветен параклисът „Успение Богородично“, на церемонията присъства Варненският и Великопреславски митрополит Кирил. Строителството на църквата започва през 2003 година.